# Amade ibne Fadalane
Amade ibne Fadalane ibne Alabas ibne Raxide ibne Hamade (em árabe: أحمد إبن فضلان إبن ألعباس إبن راشد إبن حماد; romaniz.: Ahmad ibn Fadlān ibn al-Abbās ibn Rāšid ibn Hammād) foi um escritor e viajante árabe muçulmano do século X.

## Manuscrito
Ibne Fadalane ficou conhecido por escrever um manuscrito (em árabe: كتاب إلى ملك الصقالبة; romaniz.: Kitāb ilā Malik al-Saqāliba) sobre suas viagens como embaixador do califa abássida Almoctadir para a terra dos protobúlgaros. Por muito tempo, havia apenas uma versão incompleta dos manuscritos, espalhada por verbetes no dicionário geográfico escrito por Iacute de Hama, publicado em 1823. Porém em 1923, o estudioso Zeki Validi Togan encontrou num museu em Meshed o manuscrito MS 5229, que continha entre outras coisas a versão mais completa do escrito de ibne Fadalane.

## Embaixador
Ibne Fadalane foi enviado pelo Abássida em 921 para visitar o iltäbär Almış (rei vassalo dos Cazares) da Bulgária do Volga A caravana deixou Bagdá em 21 de junho de 921 (11 Safar 309 no calendário islâmico) e alcançou a Bulgária do Volga em 12 de maio de 922 (12 Muharram 310). Seu objetivo era convencer o rei de Bolgar a trocar a escola de pensamento sunita maliquita para a Hanafi. Em troca, seria pago ao rei uma quantia de dinheiro para a construção de uma fortaleza.
A jornada levou ibne Fadalane até Bucara e Corásmia, ao sul do Mar de Aral. Apesar das promessas de segurança feitas pelo líder dos Oguzes, foram atacados por bandidos Oguzes, porém conseguiram subornar os atacantes. Após um inverno em Jurjânia, atravessaram o rio Ural até atingir a terra dos protobúlgaros perto dos lagos do rio Volga ao norte do rio Samara. Após chegar em Bolgar, ibne Fadalane fez uma viagem a Wisu para observar as negociações entre os protobúlgaros do Volga e as tribos fínicas do local.

## O povo Rus'
Boa parte do manuscrito se dedica à descrição de um povo que ibne Fadalane chamado de Rus', que poderiam ser o povo Rus' ou os Varegues, o que tornaria o manuscrito umas das escritas mais antigas sobre os viquingues. Os Ru's eram apresentados como um povo mercador das margens dos rios em torno de Bolgar. São descritos como altos, loiros e de pele dura. O manuscrito cita que muitos eram tatuados dos pés à cabeça, com cores escuras (similar as descrições dos líbios pelos egípcios na antiguidade). Cita ainda que os homens sempre andavam armados com machados e espadas.
As mulheres são descritas por ibne Fadalane como tendo corpos sem curvas atrativas (excessivamente altas) e ossos da face proeminentes (possivelmente por já terem se misturado a povos asiatizados do leste europeu após terem emigrado da Suécia). A higiene deste povo, segundo a visão de ibne Fadalane, é repulsiva para os padrões dele (pois era um islâmico no auge desta civilização mediterrânea oriental, contrastando com os nórdicos que ainda estavam numa espécie de idade dos metais prolongada e suas pedras onde escreviam runas lembravam elementos de um megalítico alongado), pois não se lavavam e quando o faziam, partilhavam a mesma bacia. Ibne Fadalane descreve que, apesar disso, todos se penteavam regularmente. O manuscrito descreve ainda o funeral de um chefe viquingue, com a queima de um barco e um sacrifício humano.

## Ficção
O manuscrito de ibne Fadalane serviu de base para o livro Eaters of the Dead de Michael Crichton (no Brasil, denominado Devoradores de Mortos). O livro serviu de base para o roteiro do filme O 13º Guerreiro. Uma série de TV árabe, The Roof of the World (سقف العالم), produzida em 2007, refez a jornada de ibne Fadalane nos tempos atuais.